# Pilosa (hooiwagens)
Pilosa is een geslacht van hooiwagens uit de familie Zalmoxioidae.
De wetenschappelijke naam Pilosa is voor het eerst geldig gepubliceerd door González-Sponga in 1999.

## Soorten
Pilosa is monotypisch en omvat slechts de volgende soort:
- Pilosa pilosa